# Freddy Bichot
Freddy Bichot (født 9. september 1979 i Saint-Fort eller Château-Gontier) er en fransk tidligere professionel landevejscykelrytter.